# Динк (село, Болгария)
Динк (болг. Динк) — село в Болгарии. Находится в Пловдивской области, входит в общину Марица. Население составляет 786 человек.

## Политическая ситуация
В местном кметстве Динк, в состав которого входит Динк, должность кмета (старосты) исполняет Андон Крумов Дончев (Болгарская социалистическая партия (БСП)) по результатам выборов.
Кмет (мэр) общины Марица — Запрян Иванов Дачев (Болгарская социалистическая партия (БСП)) по результатам выборов.